# (33060) 1997 VY
1997 في واي (ويعرف أيضًا باسم (33060) 1997 في واي وفق تسمية الكوكب الصغير) (بالإنجليزية: 1997 VY)‏ هو كويكب ضمن حزام الكويكبات؛ وترتيبه 33060 من حيث الاكتشاف.
اكتُشف هذا الجُرم الفلكي بواسطة تاكاو كوباياشي في 1 نوفمبر 1997.

## وصلات خارجية
- (33060) 1997 VY في قاعدة بيانات مختبر الدفع النفاث لأجرام النظام الشمسي الصغيرة

- الاكتشاف · مخطط المدار ·  العناصر المدارية · المعلمات المادية

- (33060) 1997 VY على موقع ويكي سكاي: DSS2, SDSS, GALEX, IRAS, Hydrogen α, X-Ray, Astrophoto, Sky Map, Articles and images